# Kurt Kvarnström
Kurt Ingvar Kvarnström, född 11 september 1948 i By församling i Kopparbergs län, är en svensk politiker (socialdemokrat). Han var ordinarie riksdagsledamot 2002–2014 (dessförinnan ersättare 2001–2002), invald för Dalarnas läns valkrets.
I riksdagen var han ledamot i socialförsäkringsutskottet 2006–2014 och kvittningsman 2006–2014. Han var även personlig suppleant i styrelsen för Stiftelsen Riksbankens jubileumsfond och suppleant i arbetsmarknadsutskottet, försvarsutskottet, riksdagens valberedning, sammansatta utrikes- och försvarsutskottet, socialförsäkringsutskottet och socialutskottet.
Han har tidigare varit verkstadsarbetare och metallombudsman i Dalarna.